# Chicago Bulls 2021-2022
La stagione 2021-22 dei Chicago Bulls è la 56ª stagione della franchigia nella NBA. I Bulls non si qualificano ai playoff dalla stagione 2016-2017, avendo fallito per poco la qualificazione nell'ultima stagione.

## Scelta draft
| Giro | Scelta | Giocatore   | Ruolo | Nazionalità | Università/Squadra       |
| ---- | ------ | ----------- | ----- | ----------- | ------------------------ |
| 2    | 38     | Ayo Dosunmu | P     | Stati Uniti | Illinois Fighting Illini |

## Roster
| \| Pos. \| Num. \| Naz. \| Nome \| Altezza \| Peso \| Data nascita \| Provenienza \| \| ---- \| ---- \| ---------------------------------------------- \| ------------------ \| ------- \| ------ \| ------------ \| ------------------- \| \| P \| 2 \| Stati Uniti (bandiera) \| Ball, Lonzo \| 198 cm \| 86 kg \| 27-10-1997 \| UCLA \| \| C \| 13 \| Stati Uniti (bandiera) \| Bradley, Tony \| 208 cm \| 112 kg \| 01-08-1998 \| North Carolina \| \| G \| 7 \| Stati Uniti (bandiera) \| Brown, Troy \| 198 cm \| 98 kg \| 28-07-1999 \| Oregon \| \| P/G \| 6 \| Stati Uniti (bandiera) \| Caruso, Alex \| 193 cm \| 84 kg \| 28-02-1994 \| Texas A&M \| \| AG \| 25 \| Stati Uniti (bandiera) \| Cook, Tyler (TW) \| 203 cm \| 116 kg \| 23-09-1997 \| Iowa \| \| G/AP \| 11 \| Stati Uniti (bandiera) \| DeRozan, DeMar \| 198 cm \| 100 kg \| 07-08-1989 \| Southern California \| \| P \| 12 \| Stati Uniti (bandiera) \| Dosunmu, Ayo \| 193 cm \| 91 kg \| 17-01-2000 \| Illinois \| \| G/AP \| 24 \| Stati Uniti (bandiera) · Montenegro (bandiera) \| Green, Javonte \| 196 cm \| 93 kg \| 23-07-1993 \| Radford \| \| AP \| 14 \| Stati Uniti (bandiera) \| Hill, Malcolm (TW) \| 198 cm \| 100 kg \| 26-10-1995 \| Illinois \| \| AP \| 5 \| Stati Uniti (bandiera) \| Jones, Derrick \| 198 cm \| 95 kg \| 15-02-1997 \| UNLV \| \| G \| 8 \| Stati Uniti (bandiera) \| LaVine, Zach \| 196 cm \| 91 kg \| 10-03-1995 \| UCLA \| \| A/C \| 3 \| Canada (bandiera) \| Thompson, Tristan \| 206 cm \| 115 kg \| 13-03-1991 \| Texas \| \| C \| 19 \| Montenegro (bandiera) \| Simonović, Marko \| 211 cm \| 100 kg \| 15-10-1999 \| Montenegro \| \| G \| 21 \| Stati Uniti (bandiera) \| Thomas, Matt \| 191 cm \| 86 kg \| 04-08-1994 \| Iowa State \| \| C \| 9 \| Montenegro (bandiera) \| Vučević, Nikola \| 208 cm \| 118 kg \| 24-10-1990 \| Southern California \| \| P \| 0 \| Stati Uniti (bandiera) \| White, Coby \| 193 cm \| 88 kg \| 16-02-2000 \| North Carolina \| \| AP \| 44 \| Stati Uniti (bandiera) \| Williams, Patrick \| 201 cm \| 98 kg \| 26-08-2001 \| Florida State \| | Allenatore - Billy Donovan Assistente/i - John Bryant - Maurice Cheeks - Damian Cotter - Chris Fleming - Josh Longstaff - Billy Schmidt Legenda - (C) Capitano - (FA) Free agent - (S) Sospeso - (TW) Contratto Two-way - (GL) Assegnato a squadra G League affiliata - (SD) Scelto al Draft - Infortunato Roster • Transazioni · Ultima transazione: 16 febbraio 2022 |                                                |                    |         |        |              |                     |
| Pos. | Num. | Naz.                                           | Nome               | Altezza | Peso   | Data nascita | Provenienza         |
| P | 2 | Stati Uniti (bandiera)                         | Ball, Lonzo        | 198 cm  | 86 kg  | 27-10-1997   | UCLA                |
| C | 13 | Stati Uniti (bandiera)                         | Bradley, Tony      | 208 cm  | 112 kg | 01-08-1998   | North Carolina      |
| G | 7 | Stati Uniti (bandiera)                         | Brown, Troy        | 198 cm  | 98 kg  | 28-07-1999   | Oregon              |
| P/G | 6 | Stati Uniti (bandiera)                         | Caruso, Alex       | 193 cm  | 84 kg  | 28-02-1994   | Texas A&M           |
| AG | 25 | Stati Uniti (bandiera)                         | Cook, Tyler (TW)   | 203 cm  | 116 kg | 23-09-1997   | Iowa                |
| G/AP | 11 | Stati Uniti (bandiera)                         | DeRozan, DeMar     | 198 cm  | 100 kg | 07-08-1989   | Southern California |
| P | 12 | Stati Uniti (bandiera)                         | Dosunmu, Ayo       | 193 cm  | 91 kg  | 17-01-2000   | Illinois            |
| G/AP | 24 | Stati Uniti (bandiera) · Montenegro (bandiera) | Green, Javonte     | 196 cm  | 93 kg  | 23-07-1993   | Radford             |
| AP | 14 | Stati Uniti (bandiera)                         | Hill, Malcolm (TW) | 198 cm  | 100 kg | 26-10-1995   | Illinois            |
| AP | 5 | Stati Uniti (bandiera)                         | Jones, Derrick     | 198 cm  | 95 kg  | 15-02-1997   | UNLV                |
| G | 8 | Stati Uniti (bandiera)                         | LaVine, Zach       | 196 cm  | 91 kg  | 10-03-1995   | UCLA                |
| A/C | 3 | Canada (bandiera)                              | Thompson, Tristan  | 206 cm  | 115 kg | 13-03-1991   | Texas               |
| C | 19 | Montenegro (bandiera)                          | Simonović, Marko   | 211 cm  | 100 kg | 15-10-1999   | Montenegro          |
| G | 21 | Stati Uniti (bandiera)                         | Thomas, Matt       | 191 cm  | 86 kg  | 04-08-1994   | Iowa State          |
| C | 9 | Montenegro (bandiera)                          | Vučević, Nikola    | 208 cm  | 118 kg | 24-10-1990   | Southern California |
| P | 0 | Stati Uniti (bandiera)                         | White, Coby        | 193 cm  | 88 kg  | 16-02-2000   | North Carolina      |
| AP | 44 | Stati Uniti (bandiera)                         | Williams, Patrick  | 201 cm  | 98 kg  | 26-08-2001   | Florida State       |

## Classifiche

### Central Division
| Central Division         | V  | S  | V%   | PR   | Casa  | Trasf | Div  | PG |
| ------------------------ | -- | -- | ---- | ---- | ----- | ----- | ---- | -- |
| y – Milwaukee Bucks      | 51 | 31 | .622 | 2,0  | 27–14 | 24–17 | 12–4 | 82 |
| x – Chicago Bulls        | 46 | 36 | .561 | 7,0  | 27–14 | 19–22 | 10–6 | 82 |
| pi – Cleveland Cavaliers | 44 | 38 | .537 | 9,0  | 25–16 | 19–22 | 10–6 | 82 |
| Indiana Pacers           | 25 | 57 | .305 | 28,0 | 16–25 | 9–32  | 2–14 | 82 |
| Detroit Pistons          | 23 | 59 | .280 | 30,0 | 13–28 | 10–31 | 6–10 | 82 |

### Eastern Conference
| Eastern Conference | Eastern Conference       | Eastern Conference | Eastern Conference | Eastern Conference | Eastern Conference | Eastern Conference |
| #                  | Squadra                  | V                  | S                  | V%                 | PR                 | PG                 |
| ------------------ | ------------------------ | ------------------ | ------------------ | ------------------ | ------------------ | ------------------ |
| 1                  | c – Miami Heat *         | 53                 | 29                 | .646               | –                  | 82                 |
| 2                  | y – Boston Celtics *     | 51                 | 31                 | .622               | 2,0                | 82                 |
| 3                  | y – Milwaukee Bucks *    | 51                 | 31                 | .622               | 2,0                | 82                 |
| 4                  | x – Philadelphia 76ers   | 51                 | 31                 | .622               | 2,0                | 82                 |
| 5                  | x – Toronto Raptors      | 48                 | 34                 | .585               | 5,0                | 82                 |
| 6                  | x – Chicago Bulls        | 46                 | 36                 | .561               | 7,0                | 82                 |
|                    |                          |                    |                    |                    |                    |                    |
| 7                  | x – Brooklyn Nets        | 44                 | 38                 | .537               | 9,0                | 82                 |
| 8                  | pi – Cleveland Cavaliers | 44                 | 38                 | .537               | 9,0                | 82                 |
| 9                  | x – Atlanta Hawks        | 43                 | 39                 | .524               | 10,0               | 82                 |
| 10                 | pi – Charlotte Hornets   | 43                 | 39                 | .524               | 10,0               | 82                 |
|                    |                          |                    |                    |                    |                    |                    |
| 11                 | N.Y. Knicks              | 37                 | 45                 | .451               | 16,0               | 82                 |
| 12                 | Wash. Wizards            | 35                 | 47                 | .427               | 18,0               | 82                 |
| 13                 | Indiana Pacers           | 25                 | 57                 | .305               | 28,0               | 82                 |
| 14                 | Detroit Pistons          | 23                 | 59                 | .280               | 30,0               | 82                 |
| 15                 | Orlando Magic            | 22                 | 60                 | .268               | 31,0               | 82                 |

## Statistiche

### Giocatori
| Giocatore         | R. | PG | PQ | MG   | Rim. | Ass. | Rub. | Sto. | Pun. |
| ----------------- | -- | -- | -- | ---- | ---- | ---- | ---- | ---- | ---- |
| Lonzo Ball        | P  | 35 | 35 | 1212 | 190  | 178  | 64   | 31   | 455  |
| Jordan Bell≠      | AG | 1  | 0  | 2    | 1    | 0    | 1    | 0    | 0    |
| Tony Bradley      | C  | 55 | 7  | 549  | 186  | 27   | 10   | 33   | 163  |
| Troy Brown Jr.    | G  | 66 | 7  | 1055 | 203  | 66   | 36   | 5    | 283  |
| Alex Caruso       | PG | 41 | 18 | 1147 | 148  | 165  | 71   | 15   | 304  |
| Tyler Cook        | AG | 20 | 2  | 200  | 53   | 3    | 4    | 4    | 67   |
| DeMar DeRozan     | GA | 76 | 76 | 2743 | 392  | 374  | 68   | 24   | 2118 |
| Ayo Dosunmu       | P  | 77 | 40 | 2110 | 214  | 256  | 60   | 29   | 679  |
| Devon Dotson‡     | P  | 11 | 0  | 85   | 9    | 15   | 1    | 0    | 29   |
| Javonte Green     | GA | 65 | 45 | 1519 | 276  | 60   | 67   | 32   | 468  |
| Malcolm Hill≠     | AP | 16 | 0  | 166  | 29   | 7    | 3    | 2    | 55   |
| Alize Johnson‡    | A  | 16 | 0  | 121  | 36   | 8    | 3    | 0    | 28   |
| Derrick Jones Jr. | AP | 51 | 8  | 899  | 169  | 30   | 25   | 33   | 286  |
| Zach LaVine       | G  | 67 | 67 | 2328 | 308  | 303  | 41   | 23   | 1635 |
| Mac McClung≠      | P  | 1  | 0  | 3    | 0    | 0    | 0    | 0    | 2    |
| Alfonzo McKinnie≠ | A  | 17 | 3  | 206  | 33   | 5    | 2    | 3    | 59   |
| Marko Simonović   | C  | 9  | 0  | 35   | 10   | 0    | 1    | 1    | 17   |
| Matt Thomas       | G  | 40 | 0  | 459  | 50   | 20   | 8    | 3    | 161  |
| Tristan Thompson≠ | AC | 23 | 3  | 376  | 109  | 14   | 12   | 7    | 130  |
| Nikola Vučević    | C  | 73 | 73 | 2418 | 804  | 236  | 70   | 71   | 1288 |
| Coby White        | P  | 61 | 17 | 1675 | 182  | 176  | 29   | 11   | 772  |
| Patrick Williams  | AP | 17 | 9  | 422  | 69   | 15   | 9    | 9    | 153  |

Stagione completa.

‡ Rilasciato a stagione in corso
† Scambiato a stagione in corso
≠ Acquisito a stagione in corso

### Squadra
| Squadra       | Tiri dal campo | Tiri dal campo | Tiri dal campo | Tiri da 2 | Tiri da 2 | Tiri da 2 | Tiri da 3 | Tiri da 3 | Tiri da 3 | Tiri liberi | Tiri liberi | Tiri liberi | Rimbalzi | Rimbalzi | Rimbalzi | Ass. | Rub. | Sto. | Per. | Fal. | Pun. |
| Squadra       | R              | T              | %              | R         | T         | %         | R         | T         | %         | R           | T           | %           | O        | D        | T        | Ass. | Rub. | Sto. | Per. | Fal. | Pun. |
| ------------- | -------------- | -------------- | -------------- | --------- | --------- | --------- | --------- | --------- | --------- | ----------- | ----------- | ----------- | -------- | -------- | -------- | ---- | ---- | ---- | ---- | ---- | ---- |
| Chicago Bulls | 3422           | 7127           | 48.0 %         | 872       | 2364      | 36.9 %    | 2550      | 4763      | 53.5 %    | 1436        | 1766        | 81.3 %      | 711      | 2760     | 3471     | 1958 | 585  | 336  | 1053 | 1540 | 9152 |
| Avversari     | 3397           | 7170           | 47.4 %         | 960       | 2620      | 36.6 %    | 2437      | 4550      | 53.6 %    | 1430        | 1799        | 79.5 %      | 764      | 2777     | 3541     | 2049 | 584  | 410  | 1071 | 1489 | 9184 |

Stagione completa.

## Mercato

### Trade
| 7 agosto 2021  | Ai Chicago BullsPagamento | Agli Houston RocketsDaniel Theis (Via sign-and-trade) |
| 8 agosto 2021  | Ai Chicago BullsLonzo Ball (Via sign-and-trade)                                                                                 | Ai New Orleans PelicansTomáš Satoranský Garrett Temple (Via sign-and-trade) Scelta al secondo giro del draft 2024 Pagamento                                                   |
| 11 agosto 2021 | Ai Chicago BullsDeMar DeRozan (Via sign-and-trade)                                                                              | Ai San Antonio SpursAl-Farouq Aminu Thaddeus Young Scelta al primo giro del draft 2025 (Protetta) Scelta al secondo giro del draft 2022 Scelta al secondo giro del draft 2025 |
| 29 agosto 2021 | Ai Chicago BullsDerrick Jones Jr. (Da Portland) Scelta al primo giro del draft 2022 (Protetta - da Portland)                    | Ai Cleveland CavaliersLauri Markkanen (Via sign-and-trade - da Chicago) |
| 29 agosto 2021 | Ai Portland Trail BlazersLarry Nance Jr. (da Cleveland) Scelta protetta di Denver al secondo giro del draft 2023 (Da Cleveland) | |

### Acquisti
| Data             | Giocatore     | Contratto                             | Provenienza      |
| ---------------- | ------------- | ------------------------------------- | ---------------- |
| 10 agosto 2021   | Alex Caruso   | 4 anni - $36,98 milioni               | L.A. Lakers      |
| 19 agosto 2021   | Tony Bradley  | 2 anni - $3,825 milioni               | Oklahoma Thunder |
| 19 agosto 2021   | Javonte Green | 2 anni - $3,484 milioni               | Chicago Bulls    |
| 19 agosto 2021   | Devon Dotson  | Two-way contract                      | Chicago Bulls    |
| 8 settembre 2021 | Tyler Cook    | Two-way contract                      | Detroit Pistons  |
| 8 settembre 2021 | Alize Johnson | 2 anni - $3.6 milioni (Non garantito) | Brooklyn Nets    |
| 8 settembre 2021 | Matt Thomas   | 1 anno - $1.7 milioni (Non garantito) | Utah Jazz        |

### Cessioni
| Data              | Giocatore         | Motivo     | Nuova squadra       |
| ----------------- | ----------------- | ---------- | ------------------- |
| 9 agosto 2021     | Cristiano Felício | Free-agent | Ulma                |
| 10 settembre 2021 | Denzel Valentine  | Free-agent | Cleveland Cavaliers |
| 23 settembre 2021 | Ryan Arcidiacono  | Free-agent | Boston Celtics      |